# Jo'el Zusman
Jo'el Zusman (hebrejsky: יואל זוסמן, v angličtině psáno Yoel Zussman; 24. října 1910 – 2. března 1982) byl izraelský právník a čtvrtý předseda izraelského Nejvyššího soudu.

## Biografie
Narodil se v Krakově v Rakousku-Uhersku (dnešní Polsko). Vystudoval právo na Londýnské univerzitě a doktorát získal na Heidelberské univerzitě. Do britské mandátní Palestiny podnikl aliju v roce 1934 a stal se certifikovaným právníkem a později hlavním obhájcem Izraelských obranných sil. V roce 1951 byl jmenován soudcem Nejvyššího soudu a do roku 1953 působil jako místopředseda Nejvyššího soudu.
V roce 1976 nahradil Šimona Agranata a stal se předsedou Nejvyššího soudu. V této funkci působil až do roku 1980, kdy jej nahradil Moše Landau. Je autorem řady knih o zákonech a arbitrážním právu. Zemřel roku 1982.
V roce 1975 mu byla udělena Izraelská cena za přínos v oblasti práva.